# ХК Донбас
ХК Донбас (укр. Хокейний клуб «Донбас») украјински је професионални хокејашки клуб из града Доњецка. Основан је 2001, а од сезоне 2012/13. такмичи се у Континенталној хокејашкој лиги.
У сезони 2012/13. Донбас је освојио континентални куп ИИХФ.

## Историјат клуба
Професионални хокејашки клуб Донбас основан је 2001. године, а име је добио по географској регији у којој се налази град Доњецк — Доњецком басену или скраћено Донбасу. Исте године учествовао је у првенствима Белорусије и Украјине и на оба такмичења је заузео треће место. Међутим, на крају сезоне клуб је расформиран и привремено је престао са радом.
Након скоро четворогодишње паузе, клуб је обновио свој рад у децембру 2005. под именом Доњецк-Колбико и аплицирао је за учешће у украјинском нижелигашком такмичењу већ у јануару месецу. Иако су играчи тренирали на леденој површини језера Јасиноватаја (услед недостатка вештачког леда у дворани), успели су да се пласирају у финале своје дивизије. Али нису успели да путем плејофа обезбеде пласман у највиши ранг националног првенства за следећу сезону. Пошто је овај ранг такмичења отказан за наредне две сезоне, хокејаши Донбаса су се у периоду од 2006. до 2008. такмичили једино на разним турнирима.
На национално првенство Донбас се враћа током 2008. као део источне дивизије, а већ наредне сезоне Донбас се такмичио у Дивизији А, где је након регуларног дела заузео 5. место, док је у четвртфиналу поражен од кијевских Билиј Барса.
Током 2010. власник клуба постаје украјински бизнисмен Борис Колесников са којим почиње и успон доњецког хокеја. Исте сезоне Донбас постаје првак Украјине и први освајач националног првенства који долази ван подручја главног града Кијева.
Победа у националном првенству је доњецким хокејашима осигурала и пласман на континентални куп за сезону 2011/12, на којем су освојили треће место. За најбољег одбрамбеног играча турнира проглашен је Донбасов играч Владимир Малевич.
У сезони 2011/12. клуб се такмичио у руској ВХЛ лиги (други ранг руског хокеја), а формиран је и резервни тим Донбас 2 који се такмичио у националном првенству (где је по други пут освојио титулу).

### Чланство у КХЛ лиги
У јулу 2012. управа Континенталне хокејашке лиге (КХЛ) донела је одлуку о пуноправном чланству за ХК Донбас. У КХЛ лиги екипа је дебитовала у сезони 2012/13. коју је окончала на 9. позицији западне конференције, не успевши да се пласира у доигравање.
Донбас је у јануару 2013. по трећи пут учествовао на континенталном купу ИИХФ, на којем је на домаћем терену у Арени Дружба са три победе (белоруски Металург 1:0; италијански Болцано 3:0 и француски Руан драгонс 7:1) успео да освоји титулу победника.

## Успеси
- Првенство Украјине
  -  Победници (1+2): 2011, 2012.* и 2013.* (* са резервним тимом Донбас 2);
- Континентални куп ИИХФ-а
  -  Победник (1): 2012/13.
  -  Треће место (1): 2011/12.

## Омладинска школа
Од сезоне 2013/14. у јуниорској верзији КХЛ лиге такмичи се омладинска екипа Донбаса, клуб Млада гарда.

## Резултати наступа у КХЛ лиги
| Сезона   | УТ | Поб | ППр. | ППе. | ИПе. | ИПр. | Изг | Бод | Гол разлика | Плас. | Плејоф             |
| -------- | -- | --- | ---- | ---- | ---- | ---- | --- | --- | ----------- | ----- | ------------------ |
| 2012/13. | 52 | 17  | 2    | 5    | 6    | 1    | 21  | 72  | 134-142     | 18.   | Нису се пласирали. |

УТ - одиграно утакмица; Поб - број победа; ППр - победа након продужетка; ППе - победа након пенала; ИПе - пораз након пенала; ИПр - пораз након продужетка; Изг - пораз; Бод - освојених бодова у лигашком делу; Плас. - позиција након лигашког дела.